# 堂本剛のココロ見
『堂本剛のココロ見』（どうもとつよしのこころみ）は、NHK BSプレミアムにおいて2010年より不定期に放送されていたテレビ番組である。

## 概要
普段は宗教や人生をテーマにした番組を担当しているNHK文化・福祉番組部の村野史子ディレクターが、悟りの世界で生きる僧侶と、アイドルとして芸能界に身を置きながら「人生」「愛」「いのち」「生きる大切さ」など人としての普遍的なテーマをライブや雑誌などで口にする堂本剛が語り合ったらどうなるのかと思いから企画し堂本にオファーしたところ、ちょうど”自分”について話す機会が欲しかったと快諾されたため、放送が決定した。そして2010年に「秋の番組たまごまつり」と銘打たれたNHK番組たまごの一企画でタイトル『ココロ見』として立ち上げられ、NHK Eテレにおいて、「現代人のこころ」をテーマに堂本剛が人生を上手に生きる知恵を授かる旅に出ることを目的とした紀行・対談番組としてスタートした。
第3回以降は、『堂本剛のココロ見』へ堂本の冠を加えた番組タイトルに改め、放送局はBSプレミアムへと移動した。人生におけるさまざまな悩みや疑問に対する答えを探るため、堂本がその道の"賢人"を訪ねて問答を繰り広げる新感覚の哲学・人生指南番組となっている。番組内で堂本はホストやインタビュアー役に徹さず、自分のことを含めて”ただ普通に、家で話すように限りなくナチュラルに話す”というスタンスを心がけることで結果的に相手の本音や感情を引き出している。
不定期の放送ながら根強い支持を集め、2013年度はシリーズで放送されていたが、2014年2月の放送を最後に番組終了となった。

## 出演者
- 堂本剛
- 永井一郎（声の出演）

## コーナー
ココロ見玉
第2回より登場。番組に寄せられた108の悩みが詰まっているガチャガチャを回し、堂本や賢人が悩みに答える。

## 放送リスト
| 回 | タイトル             | 地域           | 出演者                                                           | 語り     | 初回放送日時                     | 放送局           |
| -- | -------------------- | -------------- | ---------------------------------------------------------------- | -------- | -------------------------------- | ---------------- |
| 1  | 極上の人生の対話     | 吉野山         | 塩沼亮潤（慈眼寺住職）                                           | 岸惠子   | 2010年9月25日 土曜 23:45 - 24:15 | NHK Eテレ        |
| 2  | 堂本剛 聖地・熊野へ  | 熊野           | 高木亮英（青岸渡寺住職）、東正直（十津川村の木こり）             | 永井一郎 | 2011年8月27日 土曜 24:20 - 24:50 | NHK Eテレ        |
| 3  | 「運命」（前編）     | 斑鳩、東京     | 小川三夫（宮大工）、狐野扶実子（料理プロデューサー）             | 永井一郎 | 2013年1月04日 金曜 22:30 - 23:00 | NHK BSプレミアム |
| 4  | 「運命」（後編）     | 東京           | 狐野扶実子（料理プロデューサー）、竹内洋岳（登山家）             | 永井一郎 | 2013年1月05日 土曜 22:30 - 23:00 | NHK BSプレミアム |
| 5  | 「ふるさと」（前編） | 嵯峨野、奈良   | 佐野藤右衛門（桜守）、吉水快聞（仏師）                           | 永井一郎 | 2013年8月16日 金曜 23:15 - 23:45 | NHK BSプレミアム |
| 6  | 「ふるさと」（後編） | 奈良、代々木   | 吉水快聞（仏師）、西畠清順（プラントハンター）                   | 永井一郎 | 2013年8月23日 金曜 23:15 - 23:45 | NHK BSプレミアム |
| 7  | 「自分」（前編）     | 東吉野村       | 河内國平（刀匠）、甲野善紀（武術研究者）                         | 永井一郎 | 2013年9月18日 水曜 23:15 - 23:45 | NHK BSプレミアム |
| 8  | 「自分」（後編）     |                | 甲野善紀（武術研究者）、石黒浩（ロボット研究者）                 | 永井一郎 | 2013年9月23日 月曜 23:15 - 23:45 | NHK BSプレミアム |
| 9  | 「時」（前編）       | 浅草、世田谷   | 青柳貴史（製硯師）、松村しのぶ（造形家）                         | 永井一郎 | 2014年1月 8日 水曜 22:30 - 23:00 | NHK BSプレミアム |
| 10 | 「時」（後編）       | 世田谷、長井市 | 松村しのぶ（造形家）、鈴木大介（杜氏）                           | 永井一郎 | 2014年1月13日 月曜 23:15 - 23:45 | NHK BSプレミアム |
| 11 | 「個性」（前編）     |                | 増田セバスチャン（アートディレクター）、早乙女哲哉（天ぷら職人） | 永井一郎 | 2014年2月17日 月曜 23:15 - 23:45 | NHK BSプレミアム |
| 12 | 「個性」（後編）     |                | 早乙女哲哉（天ぷら職人）、藤井繭子（染織家）                     | 永井一郎 | 2014年2月27日 木曜 23:15 - 23:45 | NHK BSプレミアム |

## 単行本
番組の未公開部分も含めてまとめた単行本が2014年2月7日にKADOKAWAより発売された。
- 『ココロのはなし』[11] ISBN 978-4-04-110553-5